# The Song of the Wildwood Flute
The Song of the Wildwood Flute è un cortometraggio muto del 1910 diretto da David W. Griffith.
Nel cast, Mary Pickford e Dark Cloud. Capo degli Abenaki, interpretò numerosi film di Griffith. Qui, è al suo secondo film.

## Trama
Dove Eyes ama Gray Cloud. Preso dalla gelosia, un rivale vorrebbe uccidere Gray Cloud ma non ne ha il coraggio. Gray Cloud tuttavia cade in un burrone e il rivale non lo soccorre. Non vedendo tornare l'amato,  Dove Eyes è disperata e si ammala. Il rivale pentito torna a soccorrere Gray Cloud.

## Produzione
Prodotto dalla Biograph Company, il film venne girato a Fishkill nello stato di New York.

## Distribuzione
Il film - un cortometraggio di una bobina - venne distribuito dalla General Film Company e la prima si tenne il 21 novembre 1910.
Una copia del film - negativo 35 mm - è conservata negli archivi cinematografici del Mary Pickford Institute for Film Education.

### Data di uscita
date di uscita